# De danske årsmøder i Sydslesvig

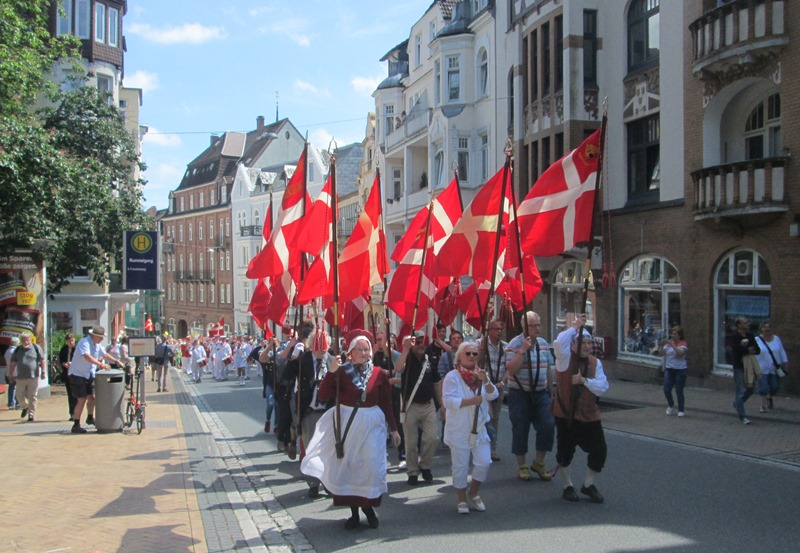
Umzug durch Flensburg

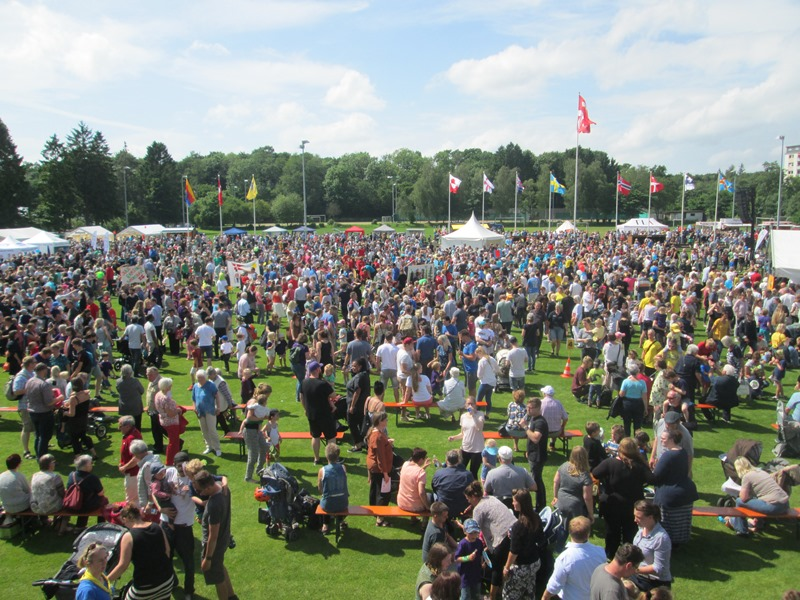
Open-Air-Veranstaltung im Frueskovens Idrætspark

De danske årsmøder i Sydslesvig (zu deutsch: Die dänischen Jahrestreffen in Südschleswig) sind ein jährlich im Mai oder Juni stattfindendes Festwochenende der in Südschleswig lebenden dänischen Volksgruppe. Die Årsmøder bestehen aus mehreren Veranstaltungen mit Musik, Vorführungen, Debatten, Lesungen und Festreden im ganzen Landesteil sowie drei größeren Open-Air-Abschlussveranstaltungen in Flensburg, Schleswig sowie in Nordfriesland. Veranstalter ist der Sydslesvigsk Forening mit seinen einzelnen Ortsvereinen. 2016 nahmen etwa 16.000 Menschen an den Jahrestreffen teil.
Das erste Årsmøde in Südschleswig fand 1921 nach dem Plebiszit über Schleswigs nationale Anbindung auf dem Blasberg (dän. Blæsbjerg) in Flensburg statt. Das Fest orientierte sich an den um 1840 von dem Schriftsteller Steen Steensen Blicher organisierten Volkstreffen auf dem Himmelbjerg (Himmelbergfeste) und Skamlingsbanken (Skamlingsbankefeste). Inhaltlich sollen die Årsmøder die eigene kulturelle Identität stärken sowie die Verbindung mit Dänemark und den übrigen Nordischen Ländern betonen. Jedes Jahr wird ein Årsmødeplakat gestaltet, dass ein bestimmtes Thema textlich und visuell umsetzt. In jedem Jahr werden Grüße mit dem dänischen Königshaus ausgetauscht. Auch der dänische Staatsminister übermittelt Grüße über Danmarks Radio. An den Treffen selber nehmen Vertreter der dänischen Regierung, des Folketings, des Nordischen Rates, der schleswig-holsteinischen Landesregierung, des Landtags sowie Vertreter der Kommunen und gesellschaftsrelevanter Verbände teil. 2018 traten u. a. der dänische Ministerpräsident Lars Løkke Rasmussen und der Ministerpräsident Schleswig-Holsteins Daniel Günther als Redner auf. Auf den Open-Air-Veranstaltungen präsentieren sich daneben verschiedene Institutionen wie die dänischen Pfadfinder, die dänische Kirche oder die Flensborg Avis. Auch die Bibliothek ist meist mit einem Bücherbus zugegen.
In Flensburg findet zum Abschluss der Årsmøder jährlich ein Umzug vom Nordermarkt (Nørretorv) über die Toosbüystraße zu den DGF-Sportanlagen an der Marienhölzung (Frueskovens Idrætspark) statt, wo eine größere Open-Air-Veranstaltung mit kulturellen Auftritten und Reden prominenter Gäste aus Dänemark und Deutschland stattfindet. Traditionsgemäß gehen die beteiligten Orchester des FDF zum Abschluss noch vom Nordertor zum Südermarkt durch die Flensburger Altstadt. An der Westküste sowie in der Stadt Schleswig finden am gleichen Tag ebenfalls Umzüge statt. In Schleswig führte dieser 2017 vom Slesvighus am Lollfuß zum dänischen Gymnasium auf der Freiheit.